# Stenolechiodes
Stenolechiodes is een geslacht van vlinders van de familie tastermotten (Gelechiidae).

## Soorten
- S. macrolepiellus Huemer & Karsholt, 1999
- S. pseudogemmellus

Vroege eikenpalpmot Elsner, 1996